# Paedophryne oyatabu
Espèce
Paedophryne oyatabu est une espèce d'amphibiens de la famille des Microhylidae.

## Répartition

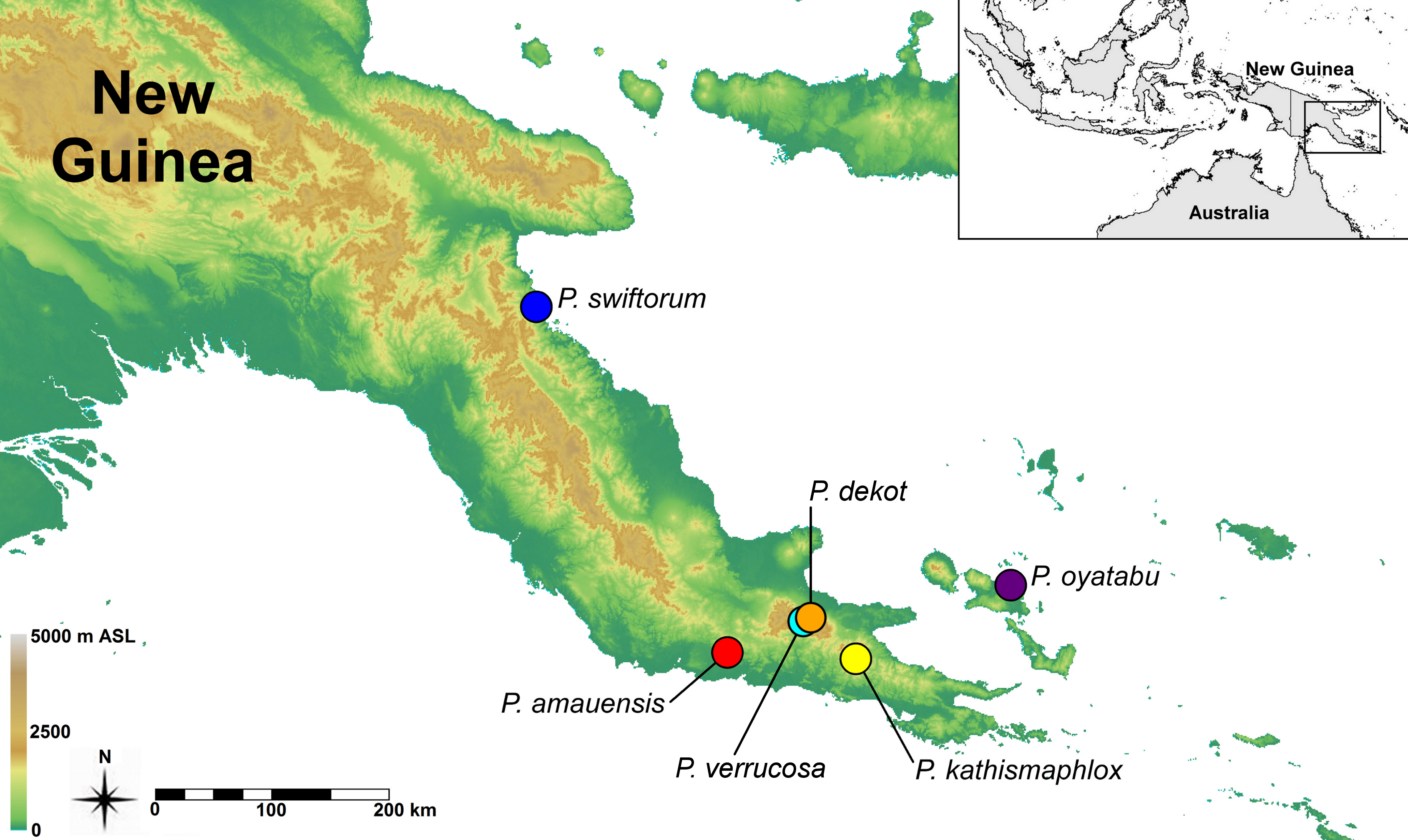
Point violet : Site de découverte de Paedophryne kathismaphlox

Cette espèce est endémique de l'île Fergusson en Papouasie-Nouvelle-Guinée. Elle a été découverte à 1 400 m d'altitude sur le mont Kilkerran.

## Description
La femelle mesure 11,3 mm.

## Étymologie
Son nom d'espèce, oyatabu, lui a été donné en référence au Oya Tabu nom local du mont Kilkerran.

## Publication originale
- Kraus, 2010 : New genus of diminutive microhylid frogs from Papua New Guinea. Zookeys, vol. 48, p. 39-59, doi:10.3897/zookeys.48.446. (texte intégral).